# Catherine Matausch
Pour les articles homonymes, voir Matausch.
Catherine Matausch, née le 5 mars 1960 à Brignoles (Var) est une journaliste française, également artiste-peintre et photographe.

## Biographie
Catherine Matausch est diplômée de l'IUT de journalisme de Bordeaux.
Après un stage à Var-Matin durant l'été 1982, elle rejoint FR3, d'abord en Bourgogne puis à Nancy (Meurthe-et-Moselle) et Amiens (Somme). En novembre 1982, elle devient présentatrice du journal régional de la Picardie.
En avril 1987, elle rejoint la rédaction nationale de FR3, future France 3, en tant que reporter au service Société. Dès l'été suivant, elle est remplaçante à la présentation du journal du soir, le 19/20. De janvier 1989 à janvier 1990, elle coprésente cette édition avec Éric Cachart. Elle couvre ensuite l'actualité de la santé.
En septembre 1992, elle présente le Soir 3 en semaine. Elle assure la présentation du Soir 3 le week-end d' avril 1994 à septembre 1996 puis du 12/13 puis 12/14 en semaine de 1996 à 2004. À partir de septembre 2004, elle présente les éditions du week-end du 12/13 et du 19/20, et ce jusqu'au 2 juillet 2023.
De janvier 2004 jusqu'à l'arrêt de l'émission en 2009, dans le cadre de l'émission Le Jour du Seigneur, Catherine Matausch animait parallèlement une fois par mois l'émission Agapè sur France 2 en alternance avec Hervé Claude.
Également artiste-peintre et photographe, elle a fait l'objet de plusieurs expositions depuis 2006, elle signe ses toiles « CathMath ».

### Vie privée
Catherine Matausch est mère de deux filles, Alix et Marion (née en juin 1989).
Elle possède une résidence secondaire sur l’île de Noirmoutier depuis 2013.

## Engagement
Catherine Matausch est membre du comité d'honneur de l'Association pour le droit de mourir dans la dignité (ADMD).